# 리사 바부시아

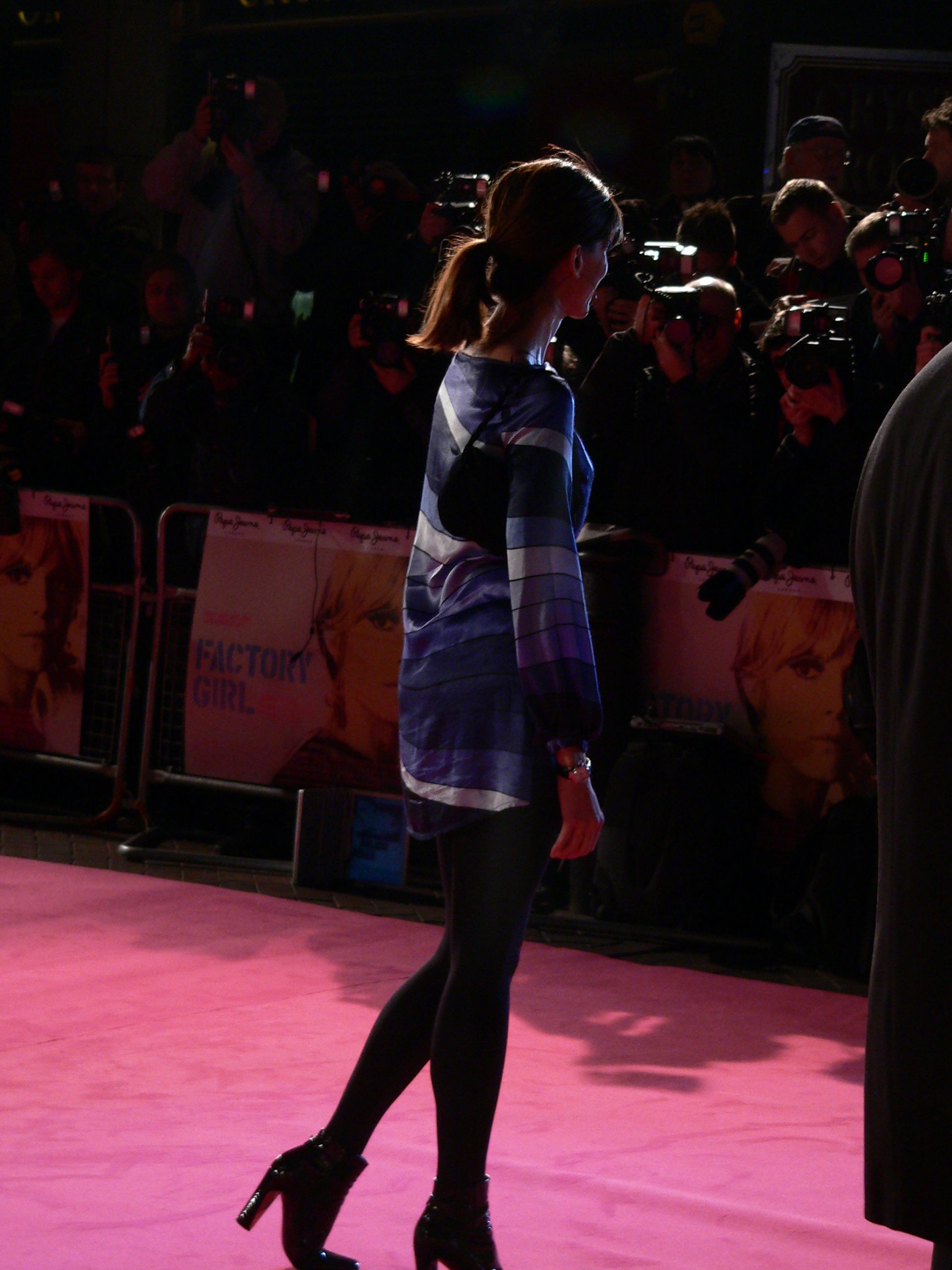

리사 바부시아(Lisa Barbuscia, 1971년 6월 18일 ~ )는 미국의 가수, 모델, 영화배우이다.
브루클린에서 태어났다.

## 영화
- 미셀 베이앙 (2003년)
- 브리짓 존스의 일기 (2001년)
- 엔드 오브 게임 (2000년)
- 덤 앤 더머 서부시대로 가다 (1998년)
- 야수의 덫 (1995년)